# Кобыльщина
Кобыльщина — река в России, протекает в Валдайском районе Новгородской области. Устье реки находится в 4 км от устья ручья Чернянка, левого притока Хоронятки. При этом русло Чернянки показано по-разному на различных картах, по одним данным Кобыльщина впадает в Чернянку слева, по другим — справа (так же и по данным государственного водного реестра России). Длина реки составляет 33 км.

## Населённые пункты
Исток реки находится на территории Семёновщинского сельского поселения. На правом берегу реки стоит деревня Пойвищи. Ниже по берегам реки стоят деревни Чирки и Шилово Яжелбицкого сельского поселения. Дальше до устья по берегам реки стоят населённые пункты Любницкого сельского поселения Быльчино, Долматово, Гостевщина, Корытенка, Любница, Дубровка, Горки и Старые Удрицы.

## Данные водного реестра
По данным государственного водного реестра России относится к Балтийскому бассейновому округу, водохозяйственный участок реки — Ловать и Пола, речной подбассейн реки — Волхов. Относится к речному бассейну реки Нева (включая бассейны рек Онежского и Ладожского озера).
Код объекта в государственном водном реестре — 01040200312102000022363.